# Жало (кинджал)
Жало (англ. Sting), варіанти перекладів Терен та Шершень — у легендаріумі Дж. Р. Р. Толкіна кинджал Більбо Торбина, що був викутий у Першу епоху майстрами ельфійського міста-держави Ґондолін. Як і всі інші ельфійські мечі, при наближенні ворога світився синім та білим полум'ям. Перший власник кинджала невідомий.
Був знайдений у травні 2941 року Третьої Епохи учасниками походу за скарбами Еребору в печері трьох скам'янілих тролів, разом з мечами Ґламдрінґ та Оркрист. Більбо нарік кинджал «Жалом» після перемоги над велетенським павуком у Морок-лісі.
У січні 3019 року Більбо передав кинджал своєму племіннику Фродо Торбину. Навесні того ж року на перевалі Кіріт-Унґол Фродо та його слуга Сем Ґемджі були заведені своїм поводирем Смеаґолом-Ґолумом у лігвище велетенської павучихи Шелоб, що вжалила Фродо, зробивши його непритомним внаслідок дії своєї отрути і хотіла пожерти його, але зазнала поранень від Жала, яким бився Сем.
Після відплиття Фродо до Валінору Жало було передане разом із книгою Сему, після чого стало родинною реліквією Ґемджі.